# 2.º governo republicano (Portugal)

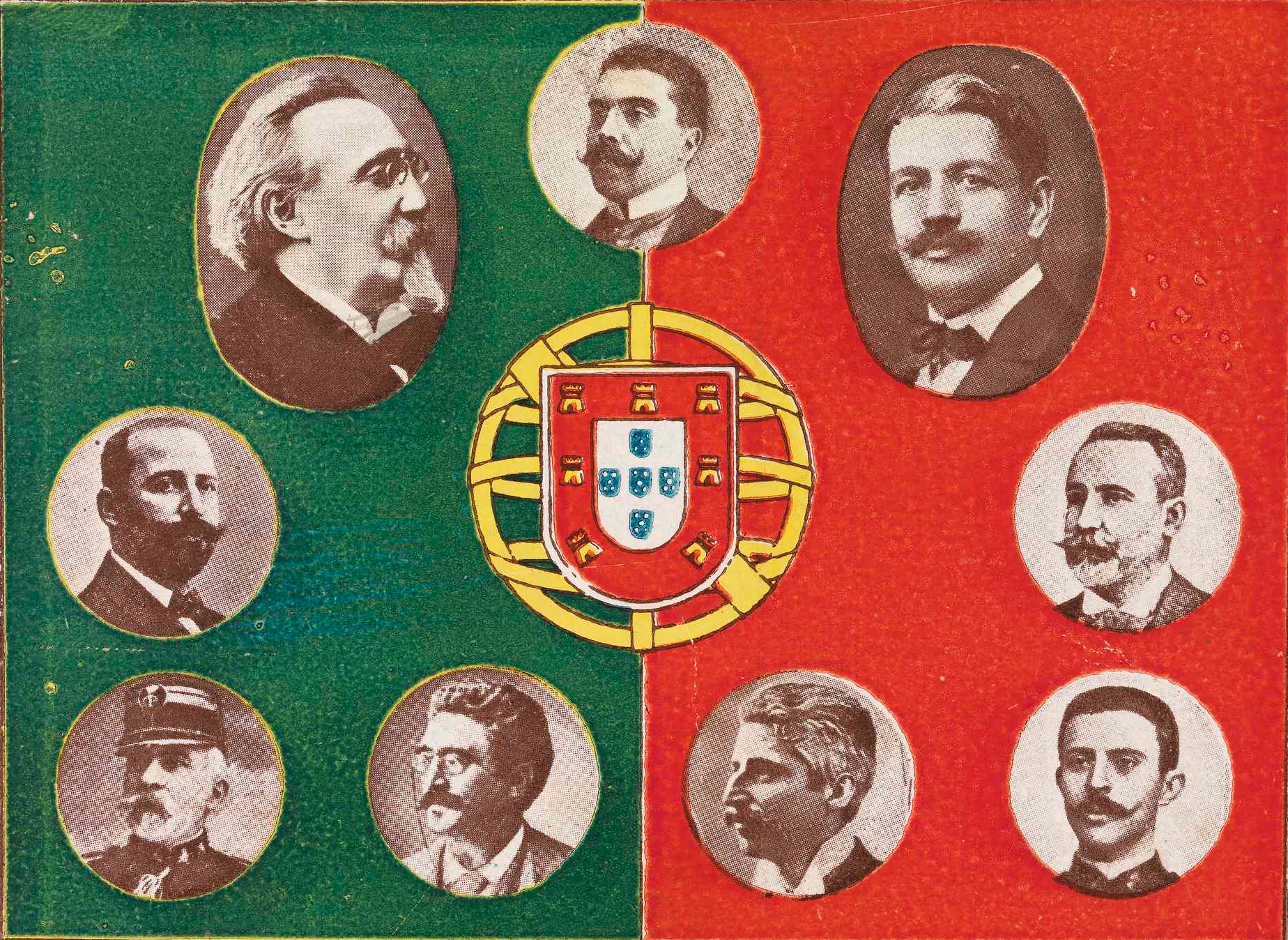
Ilustração de um postal contemporâneo, com os retratos dos ministros do ministério de João Chagas e do Presidente da República, Manuel de Arriaga

O 2.º Governo da Primeira República Portuguesa,, chefiado pelo presidente do Ministério João Chagas foi o Governo de Portugal nomeado a 3 de setembro de 1911 (tendo tomado posse no dia seguinte) e exonerado a 12 de novembro de 1911, (ficando mais um dia em funções, até à tomada de posse do III Governo Republicano, de Augusto de Vasconcelos, e apenas sendo nesse dia publicado em Diário do Governo o decreto de exoneração). 
A sua constituição era a seguinte:
| Cargo                              | Detentor | Detentor                              | Período (Data de nomeação–Data de exoneração)  |
| ---------------------------------- | -------- | ------------------------------------- | ---------------------------------------------- |
| Presidente do Ministério           |          | João Chagas (1863–1925)               | 3 de setembro de 1911 a 12 de novembro de 1911 |
| Ministro do Interior               |          | João Chagas (1863–1925)               | 3 de setembro de 1911 a 12 de novembro de 1911 |
| Ministro da Justiça                |          | Diogo Leote (1849–1920)               | 3 de setembro de 1911 a 12 de novembro de 1911 |
| Ministro das Finanças              |          | Duarte Leite (1864–1950)              | 3 de setembro de 1911 a 12 de novembro de 1911 |
| Ministro da Guerra                 |          | Joaquim Pimenta de Castro (1846–1918) | 3 de setembro de 1911 a 8 de outubro de 1911   |
| Ministro da Guerra                 |          | Alberto da Silveira (1859–1927)       | 8 de outubro de 1911 a 12 de novembro de 1911  |
| Ministro da Marinha                |          | João de Meneses (1868–1918)           | 3 de setembro de 1911 a 12 de novembro de 1911 |
| Ministro dos Negócios Estrangeiros |          | João Chagas (interino) (1863–1925)    | 3 de setembro de 1911 a 12 de outubro de 1911  |
| Ministro dos Negócios Estrangeiros |          | Augusto de Vasconcelos (1867–1951)    | 12 de outubro de 1911 a 12 de novembro de 1911 |
| Ministro do Fomento                |          | Sidónio Pais (1872–1918)              | 3 de setembro de 1911 a 12 de novembro de 1911 |
| Ministro das Colónias              |          | Celestino de Almeida (1864–1922)      | 3 de setembro de 1911 a 12 de novembro de 1911 |